# Trichocichla rufa
Trichocichla rufa là một loài chim thuộc chi đơn loài Trichocichla trong họ Locustellidae.

## Phân loài
- T. r. rufa
- T. r. cluniei